# Rabiye Kurnaz contre George W. Bush
 (janvier 2022).
Si vous disposez d'ouvrages ou d'articles de référence ou si vous connaissez des sites web de qualité traitant du thème abordé ici, merci de compléter l'article en donnant les références utiles à sa vérifiabilité et en les liant à la section « Notes et références ».
Pour plus de détails, voir Fiche technique et Distribution.
Rabiye Kurnaz contre George W. Bush (Rabiye Kurnaz gegen George W. Bush) est un film franco-allemand réalisé par Andreas Dresen et sorti en 2022.
Il est présenté à la Berlinale 2022 où il remporte l'Ours d'argent du meilleur scénario et où l'actrice Meltem Kaptan reçoit l'Ours d'argent de la meilleure performance.

## Synopsis
Murat Kurnaz est arrêté en 2001 puis détenu sans preuve dans le camp de Guantánamo pour terrorisme. Sa mère Rabiye Kurnaz va tout faire pour sa libération à travers une longue procédure judiciaire, y compris en attaquant à Washington D. C. le président des États-Unis, George W. Bush.

## Fiche technique
Sauf indication contraire, les informations mentionnées dans cette section peuvent être confirmées par la base de données cinématographiques IMDb,  présente dans la section « Liens externes ».
- Titre français : Rabiye Kurnaz contre George W. Bush
- Titre original : Rabiye Kurnaz gegen George W. Bush
- Réalisation : Andreas Dresen
- Scénario : Laila Stieler
- Musique : Johannes Repka
- Photographie : Andreas Höfer
- Montage : Jörg Hauschild
- Pays de production :  Allemagne,  France
- Format : Couleurs
- Genre : comédie dramatique, biopic
- Durée : 137 minutes
- Dates de sortie :
  - Allemagne : 12 février 2022 (Berlinale 2022), 28 avril 2022 (sortie nationale)
  - France : 21 décembre 2022

## Distribution
- Meltem Kaptan : Rabiye Kurnaz
- Alexander Scheer : Bernhard Docke

## Accueil

### Accueil critique
En France, le site Allociné propose une moyenne de 2,8⁄5, fondée sur 6 critiques de presse.

## Distinctions
- Berlinale 2022 : 
  - Ours d'argent de la meilleure performance pour Meltem Kaptan
  - Ours d'argent du meilleur scénario
- 72e cérémonie du Deutscher Filmpreis : 
  - meilleure actrice pour Meltem Kaptan
  - Meilleur acteur dans un second rôle pour Alexander Scheer